# Усиков, Александр Яковлевич
Алекса́ндр Я́ковлевич У́сиков (1904—1995) — советский радиофизик, действительный член АН УССР (с 1964), лауреат Ленинской премии и Государственной премии УССР в области науки и техники, основатель и первый директор Института радиофизики и электроники АН УССР в Харькове.

## Биография
Родился 11 января 1904 года[по какому календарю?] в селе Янковка (теперь Ивановка Великописаревского района) Сумской области.
Трудовую деятельность начал в 1919 году учеником слесаря на Янковский сахарном заводе. В 1923 году фабрично-заводской комитет направил его на обучение в Харьковский институт народного образования (так в то время назывался Харьковский университет). В 1928 году окончил физико-математический факультет института и начал работать в физической лаборатории Изюмского завода оптического стекла. С 1929 года — ассистент кафедры физики в Харьковском институте зерновых культур, затем — доцент, с 1931 года —- заведующий кафедры.
С 1932 года начал работать в Украинском физико-техническом институте (УФТИ) под руководством профессора (в дальнейшем, академика АН УССР) А. А. Слуцкина. Занимался разработкой магнетронных генераторов дециметровых волн, поиском способов модуляции, применением этих генераторов в радиосвязи и радиолокации. Совместно с сотрудниками лаборатории электромагнитных колебаний разрабатывал магнетроны дециметрового диапазона с многосегментным анодом, которые генерировали рекордные на то время мощности от 30 до 100 Вт в непрерывном режиме. В 1933-1936 годах исследовал явление прерывистой генерации в магнетронах и применил его для создания мощных импульсных магнетронных генераторов.
С 1936 по 1941 годы руководил работами по созданию генераторной части радиолокационной станции дециметрового диапазона для обнаружения самолетов. Под его руководством были созданы первые образцы станций орудийной наводки, а также была создана первая в мировой практике трёхкоординатная радиолокационная установка «Зенит» мощностью 1 кВт (использовалась в системе противовоздушной обороны Москвы в 1941 году).
В 1942—1943 гг., в эвакуации участвовал в создании одноантенного варианта трёхкоординатного дециметрового радиолокатора «Рубин». С июня по ноябрь 1943 года работал в Москве, в Научно-исследовательском институте связи РККА.
Был заведующим лабораторией, с 1950 года — заведующим отделом, с 1953 года — заместителем директора по научной работе УФТИ. Доктор технических наук (1964).
В 1955 году на базе отделов электромагнитных колебаний и распространения радиоволн УФТИ был создан Институт радиофизики и электроники (ИРЭ АН УССР), первым директором которого был назначен А. Я. Усиков. В институте были разработаны, в частности, клистроны миллиметрового диапазона, клинотрон (М. Ф. Стельмах), «трутневские магнетроны» (И. Д. Трутень, И. Г. Крупаткин), а также измерительные приборы миллиметрового диапазона. В 1960 году коллектив сотрудников Института радиофизики и электроники во главе с Усиковым был удостоен за эти работы Ленинской премии. В 1973 году он оставил должность директора и продолжил работать заведующим отделом.
Главные научные труды посвящены созданию импульсных магнетронных генераторов дециметровых и миллиметровых радиоволн и применению их в радиолокации и другим проблемам генерации и распространения радиоволн.
С 1959 года — член-корреспондент, с 1964 года — академик АН УССР. Лауреат Государственной премии УССР в области науки и техники.
В 1987—1993 гг. — советник при дирекции ИРЭ АН УССР, в 1993—1995 гг. — почётный директор ИРЭ НАН Украины.
Умер 6 ноября 1995 года.